# Eccellenza Toscana 2020-2021
Il campionato italiano di calcio di Eccellenza regionale 2020-2021 è stato il trentesimo organizzato in Italia. Rappresenta il quinto livello del calcio italiano.

## Novità
A questa stagione partecipano 36 squadre, dodici per girone, dopo le 32 della scorsa stagione: quindi, i posti lasciati dalle due promosse e dalle quattro retrocesse diventano da sette a dieci e vanno appannaggio delle due retrocesse dalla Serie D 2019-2020 e delle otto neopromosse dalla Promozione: il Prato 2000 e il River Pieve dal girone A, il Firenze Ovest, la Chiantigiana e il Pontassieve dal girone B, il Certaldo, l'Atletico Piombino e l'Armando Picchi dal girone C.
Il 25 ottobre, in quanto disposto dal DPCM del 24 ottobre 2020 sull'aggravarsi della pandemia di COVID-19 del 2020 in Italia, il calcio dilettantistico è stato sospeso fino al 14 novembre 2020, sospensione poi prolungata fino al 24 novembre e infine sospeso fino a data da destinarsi.
Nel marzo 2021, si è decisa la cancellazione dei risultati acquisiti e si è deciso un nuovo inizio con squadre che aderiscono in modo volontario al nuovo formato.

## Stagione prima della sospensione

### Girone A

#### Squadre partecipanti
| Club                     | Città (provincia)              | Stadio                        | Stagione precedente               |
| ------------------------ | ------------------------------ | ----------------------------- | --------------------------------- |
| Camaiore                 | Camaiore (LU)                  | Stadio Comunale               | 6º posto in Eccellenza Toscana/A  |
| Cascina                  | Cascina (PI)                   | Stadio Simone Redini          | 9º posto in Eccellenza Toscana/A  |
| Castelnuovo Garfagnana   | Castelnuovo di Garfagnana (LU) | Stadio Alessio Nardini        | 15º posto in Eccellenza Toscana/A |
| Cuoiopelli               | Santa Croce sull'Arno (PI)     | Stadio Libero Masini          | 14º posto in Eccellenza Toscana/A |
| Massese                  | Massa                          | Stadio degli Oliveti          | 13º posto in Eccellenza Toscana/A |
| Pontremolese             | Pontremoli (MS)                | Stadio Lunezia                | 10º posto in Eccellenza Toscana/A |
| Prato 2000               | Prato                          | Comunale di Paperino          | 2º posto in Promozione Toscana/A  |
| River Pieve              | Pieve Fosciana (LU)            | Stadio Alessio Nardini        | 1º posto in Promozione Toscana/A  |
| San Marco Avenza         | Avenza di Carrara (MS)         | Centro Sportivo Nuova Covetta | 8º posto in Eccellenza Toscana/A  |
| Tau Altopascio           | Altopascio (LU)                | Stadio Comunale               | 4º posto in Eccellenza Toscana/A  |
| Valdinievole Montecatini | Montecatini Terme (PT)         | Stadio Daniele Mariotti       | 12º posto in Eccellenza Toscana/A |
| Zenith Audax             | Prato                          | Stadio Bruno Chiavacci        | 6º posto in Eccellenza Toscana/B  |

#### Classifica
- aggiornata al 25 ottobre 2020

|  | Pos. | Squadra                  | Pt | G | V | N | P | GF | GS | DR |
|  | ---- | ------------------------ | -- | - | - | - | - | -- | -- | -- |
|  | 1.   | Zenith Audax             | 6  | 2 | 2 | 0 | 0 | 5  | 1  | +4 |
|  | 2.   | Prato 2000               | 6  | 2 | 2 | 0 | 0 | 6  | 4  | +2 |
|  | 3.   | Camaiore                 | 4  | 2 | 1 | 1 | 0 | 3  | 2  | +1 |
|  | 4.   | Castelnuovo Garfagnana   | 4  | 2 | 1 | 1 | 0 | 2  | 1  | +1 |
|  | 5.   | Cascina                  | 3  | 2 | 1 | 0 | 1 | 4  | 2  | +2 |
|  | 6.   | Massese                  | 3  | 1 | 1 | 0 | 0 | 1  | 0  | +1 |
|  | 7.   | Tau Altopascio           | 1  | 1 | 0 | 1 | 0 | 0  | 0  | 0  |
|  | 8.   | Cuoiopelli               | 1  | 2 | 0 | 1 | 1 | 1  | 3  | -2 |
|  | 9.   | San Marco Avenza         | 0  | 1 | 0 | 0 | 1 | 3  | 4  | -1 |
|  | 10.  | Valdinievole Montecatini | 0  | 2 | 0 | 0 | 2 | 1  | 3  | -2 |
|  | 11.  | Pontremolese             | 0  | 2 | 0 | 0 | 2 | 0  | 3  | -3 |
|  | 12.  | River Pieve              | 0  | 1 | 0 | 0 | 1 | 0  | 3  | -3 |

Legenda
       Promossa in Serie D 2021-2022.
       Retrocessa in Promozione 2021-2022.
Regolamento:
Tre punti a vittoria, uno a pareggio, zero a sconfitta.
La classifica tiene conto di:
- Punti.
- Differenza reti.
- Reti realizzate.
- Ordine alfabetico.

### Girone B

#### Squadre partecipanti
| Club              | Città (provincia)                 | Stadio                          | Stagione precedente               |
| ----------------- | --------------------------------- | ------------------------------- | --------------------------------- |
| Atletico Piombino | Piombino (LI)                     | Stadio Magona d'Italia          | 2º posto in Promozione Toscana/C  |
| Armando Picchi    | Livorno                           | Centro Sportivo Armando Picchi  | 5º posto in Promozione Toscana/C  |
| Atletico Cenaia   | Cenaia di Crespina Lorenzana (PI) | Stadio Vittorio Pennati         | 11º posto in Eccellenza Toscana/A |
| Castelfiorentino  | Castelfiorentino (FI)             | Stadio Comunale                 | 7º posto in Eccellenza Toscana/A  |
| Certaldo          | Certaldo (FI)                     | Comunale di Certaldo            | 1º posto in Promozione Toscana/C  |
| Colligiana        | Colle di Val d'Elsa (SI)          | Stadio Gino Manni               | 11º posto in Eccellenza Toscana/B |
| Fratres Perignano | Perignano (PI)                    | Stadio Mauro Matteoli           | 2º posto in Eccellenza Toscana/A  |
| Fucecchio         | Fucecchio (FI)                    | Stadio comunale Filippo Corsini | 5º posto in Eccellenza Toscana/A  |
| Poggibonsi        | Poggibonsi (SI)                   | Stadio Stefano Lotti            | 10º posto in Eccellenza Toscana/B |
| Ponsacco          | Ponsacco (PI)                     | Comunale di Ponsacco            | 17º posto in Serie D/E            |
| San Miniato Basso | San Miniato Basso (PI)            | Stadio Massimo Pagni            | 3º posto in Eccellenza Toscana/A  |
| Tuttocuoio        | Ponte a Egola (PI)                | Stadio Leporaia                 | 18º posto in Serie D/E            |

#### Classifica
- aggiornata al 25 ottobre 2020

|  | Pos. | Squadra           | Pt | G | V | N | P | GF | GS | DR |
|  | ---- | ----------------- | -- | - | - | - | - | -- | -- | -- |
|  | 1.   | Tuttocuoio        | 4  | 2 | 1 | 1 | 0 | 3  | 0  | +3 |
|  | 2.   | Atletico Cenaia   | 4  | 2 | 1 | 1 | 0 | 3  | 1  | +2 |
|  | 3.   | San Miniato Basso | 4  | 2 | 1 | 1 | 0 | 2  | 1  | +1 |
|  | 4.   | Colligiana        | 4  | 2 | 1 | 1 | 0 | 1  | 0  | +1 |
|  | 5.   | Fratres Perignano | 3  | 2 | 1 | 0 | 1 | 2  | 2  | 0  |
|  | 6.   | Certaldo          | 3  | 2 | 1 | 0 | 1 | 1  | 1  | 0  |
|  | 7.   | Atletico Piombino | 2  | 2 | 0 | 2 | 0 | 2  | 2  | 0  |
|  | 8.   | Fucecchio         | 2  | 2 | 0 | 2 | 0 | 2  | 2  | 0  |
|  | 9.   | Ponsacco          | 2  | 2 | 0 | 2 | 0 | 1  | 1  | 0  |
|  | 10.  | Poggibonsi        | 1  | 2 | 0 | 1 | 1 | 3  | 4  | -1 |
|  | 11.  | Castelfiorentino  | 1  | 2 | 0 | 1 | 1 | 1  | 4  | -3 |
|  | 12.  | Armando Picchi    | 0  | 2 | 0 | 0 | 2 | 0  | 3  | -3 |

Legenda
       Promossa in Serie D 2021-2022.
       Retrocessa in Promozione 2021-2022.
Regolamento:
Tre punti a vittoria, uno a pareggio, zero a sconfitta.
La classifica tiene conto di:
- Punti.
- Differenza reti.
- Reti realizzate.
- Ordine alfabetico.

### Girone C

#### Squadre partecipanti
| Club               | Città (provincia)              | Stadio                        | Stagione precedente               |
| ------------------ | ------------------------------ | ----------------------------- | --------------------------------- |
| Antella '99        | Antella di Bagno a Ripoli (FI) | Campo sportivo CRC Antella    | 9º posto in Eccellenza Toscana/B  |
| Baldaccio Bruni    | Anghiari (AR)                  | Stadio Saverio Zanchi         | 8º posto in Eccellenza Toscana/B  |
| Chiantigiana       | Gaiole in Chianti (SI)         | Comunale di Gaiole in Chianti | 1º posto in Promozione Toscana/B  |
| Firenze Ovest      | Firenze                        | Stadio Firenze/Paoli          | 2º posto in Promozione Toscana/B  |
| Fortis Juventus    | Borgo San Lorenzo (FI)         | Stadio Giacomo Romanelli      | 15º posto in Eccellenza Toscana/B |
| Lastrigiana        | Lastra a Signa (FI)            | Stadio Comunale               | 5º posto in Eccellenza Toscana/B  |
| Nuova Foiano       | Foiano della Chiana (AR)       | Stadio dei Pini               | 14º posto in Eccellenza Toscana/B |
| Pontassieve        | Pontassieve (FI)               | Comunale di Pontassieve       | 4º posto in Promozione Toscana/B  |
| Porta Romana       | Firenze                        | Stadio comunale Gino Bozzi    | 4º posto in Eccellenza Toscana/B  |
| Signa              | Signa (FI)                     | Stadio del Bisenzio           | 12º posto in Eccellenza Toscana/B |
| Terranuova Traiana | Terranuova Bracciolini (AR)    | Stadio Mario Matteini         | 3º posto in Eccellenza Toscana/B  |
| Valdarno           | Figline e Incisa Valdarno (FI) | Stadio Goffredo Del Buffa     | 7º posto in Eccellenza Toscana/B  |

#### Classifica
- aggiornata al 25 ottobre 2020

|  | Pos. | Squadra            | Pt | G | V | N | P | GF | GS | DR |
|  | ---- | ------------------ | -- | - | - | - | - | -- | -- | -- |
|  | 1.   | Valdarno           | 4  | 2 | 1 | 1 | 0 | 5  | 3  | +2 |
|  | 2.   | Signa              | 4  | 2 | 1 | 1 | 0 | 3  | 1  | +2 |
|  | 3.   | Terranuova Traiana | 4  | 2 | 1 | 1 | 0 | 2  | 0  | +2 |
|  | 4.   | Porta Romana       | 4  | 2 | 1 | 1 | 0 | 4  | 3  | +1 |
|  | 5.   | Fortis Juventus    | 4  | 2 | 1 | 1 | 0 | 2  | 1  | +1 |
|  | 6.   | Nuova Foiano       | 4  | 2 | 1 | 1 | 0 | 2  | 1  | +1 |
|  | 7.   | Lastrigiana        | 4  | 2 | 1 | 1 | 0 | 2  | 1  | +1 |
|  | 8.   | Chiantigiana       | 3  | 2 | 1 | 0 | 1 | 4  | 4  | 0  |
|  | 9.   | Firenze Ovest      | 1  | 2 | 0 | 1 | 1 | 2  | 4  | -2 |
|  | 10.  | Antella '99        | 0  | 2 | 0 | 0 | 2 | 1  | 3  | -2 |
|  | 11.  | Pontassieve        | 0  | 2 | 0 | 0 | 2 | 0  | 2  | -2 |
|  | 12.  | Baldaccio Bruni    | 0  | 2 | 0 | 0 | 2 | 0  | 4  | -4 |

Legenda
       Promossa in Serie D 2021-2022.
       Retrocessa in Promozione 2021-2022.
Regolamento:
Tre punti a vittoria, uno a pareggio, zero a sconfitta.
La classifica tiene conto di:
- Punti.
- Differenza reti.
- Reti realizzate.
- Ordine alfabetico.

## Ripresa in primavera con nuovi gironi
Nel marzo 2021, il Comitato della regione Toscana ha reso noto il nuovo formato che vede 19 squadre divise in due gironi, senza retrocessioni e con partite di sola andata. La partenza è prevista per il 18 aprile 2021, la conclusione il 6 giugno 2021. Tutte le partite avranno luogo alle ore 15,00. 
Le squadre vincitrici dei due gironi e quindi promosse in Serie D 2021-2022 sono determinate dai play-off, ove le prime quattro classificate, tramite classifica avulsa, si sfidano in gara unica di semifinali, sul campo della migliore classificata (prima contro quarta e seconda contro terza), e in gara unica di finali su campo neutro. In caso di parità anche dopo eventuali tempi supplementari, sarà dichiarata vincitrice la squadra con la posizione migliore in classifica. In caso di distacco tra le pretendenti uguale o superiore a 7 punti per il Girone A e uguale o superiore a 6 punti per il Girone B, la sfida non avrà luogo.

### Girone A

#### Classifica finale
|  | Pos. | Squadra           | Pt | G | V | N | P | GF | GS | DR |
|  | ---- | ----------------- | -- | - | - | - | - | -- | -- | -- |
|  | 1.   | Fratres Perignano | 18 | 8 | 5 | 3 | 0 | 14 | 9  | +5 |
|  | 2.   | Cascina           | 16 | 8 | 4 | 4 | 0 | 12 | 5  | +7 |
|  | 3.   | Massese           | 14 | 8 | 3 | 5 | 0 | 12 | 6  | +6 |
|  | 4.   | Tau Altopascio    | 13 | 8 | 4 | 1 | 3 | 12 | 10 | +2 |
|  | 5.   | Camaiore          | 10 | 8 | 3 | 1 | 4 | 15 | 9  | +6 |
|  | 6.   | San Marco Avenza  | 9  | 8 | 2 | 3 | 3 | 8  | 10 | -2 |
|  | 7.   | San Miniato Basso | 8  | 8 | 2 | 2 | 4 | 4  | 11 | -7 |
|  | 8.   | Ponsacco          | 5  | 8 | 0 | 5 | 3 | 3  | 11 | -8 |
|  | 9.   | Cuoiopelli        | 2  | 8 | 0 | 2 | 6 | 8  | 17 | -9 |
|  | ---  | Tuttocuoio        | -  | - | - | - | - | -  | -  | -  |

Legenda
       Promossa in Serie D 2021-2022.
 Ammessa ai play-off.
Note
Il Tuttocuoio si ritira il 26 maggio 2021 rendendo nulle le sue partite.
Regolamento:
Tre punti a vittoria, uno a pareggio, zero a sconfitta.
La classifica finale tiene conto di:
- Punti.
- Scontri diretti.
- Differenza reti.
- Reti realizzate.
- Sorteggio.

#### Play-off

##### Semifinali
|                   | Risultati   |                | Luogo, data e ora                    |
| ----------------- | ----------- | -------------- | ------------------------------------ |
| Cascina           | 0 - 0 (dts) | Massese        | Cascina, 13 giugno 2021, ore 15,00   |
| Fratres Perignano | 3 - 1 (dts) | Tau Altopascio | Perignano, 13 giugno 2021, ore 15,00 |

##### Finale
|                   | Risultati   |         | Luogo, data e ora                                |
| ----------------- | ----------- | ------- | ------------------------------------------------ |
| Fratres Perignano | 2 - 3 (dts) | Cascina | Santa Croce sull'Arno, 19 giugno 2021, ore 16,30 |

### Girone B

#### Classifica finale
|  | Pos. | Squadra            | Pt | G | V | N | P | GF | GS | DR  |
|  | ---- | ------------------ | -- | - | - | - | - | -- | -- | --- |
|  | 1.   | Poggibonsi         | 22 | 8 | 7 | 1 | 0 | 14 | 4  | +10 |
|  | 2.   | Terranuova Traiana | 18 | 8 | 5 | 3 | 0 | 14 | 3  | +11 |
|  | 3.   | Fortis Juventus    | 14 | 8 | 4 | 2 | 2 | 10 | 8  | +2  |
|  | 4.   | Antella '99        | 11 | 8 | 3 | 2 | 3 | 8  | 5  | +3  |
|  | 5.   | Valdarno           | 10 | 8 | 2 | 4 | 2 | 9  | 8  | +1  |
|  | 6.   | Colligiana         | 9  | 8 | 2 | 3 | 3 | 8  | 9  | -1  |
|  | 7.   | Signa              | 6  | 8 | 1 | 3 | 4 | 5  | 12 | -7  |
|  | 8.   | Pontassieve        | 5  | 8 | 1 | 2 | 5 | 5  | 14 | -9  |
|  | 9.   | Firenze Ovest      | 2  | 8 | 0 | 2 | 6 | 3  | 13 | -10 |

Legenda
       Promossa in Serie D 2021-2022.
 Ammessa ai play-off.
Regolamento:
Tre punti a vittoria, uno a pareggio, zero a sconfitta.
La classifica finale tiene conto di:
- Punti.
- Scontri diretti.
- Differenza reti.
- Reti realizzate.
- Sorteggio.

#### Play-off

##### Semifinale
|                    | Risultati   |                 | Luogo, data e ora                                 |
| ------------------ | ----------- | --------------- | ------------------------------------------------- |
| Terranuova Traiana | 1 - 3 (dts) | Fortis Juventus | Terranuova Bracciolini, 13 giugno 2021, ore 15,00 |

##### Finale
|            | Risultati   |                 | Luogo, data e ora                                 |
| ---------- | ----------- | --------------- | ------------------------------------------------- |
| Poggibonsi | 1 - 1 (dts) | Fortis Juventus | Firenze (Stadio Bozzi), 19 giugno 2021, ore 16,30 |